# 南红藤
南红藤（学名：Mimulus tenellus var. platyphyllus）为玄参科沟酸浆属下的一个变种。

## 扩展阅读
- 維基物種上的相關：南红藤